# Евергрин (Алабама)
Евергрин (енгл. Evergreen) град је у америчкој савезној држави Алабама. По попису становништва из 2010. у њему је живело 3.944 становника.

## Демографија
Према попису становништва из 2010. у граду је живело 3.944 становника, што је 314 (8,7%) становника више него 2000. године.
| Група             | 2000.         | 2010.         |
| Белци             | 1.664 (45,8%) | 1.361 (34,5%) |
| Афроамериканци    | 1.916 (52,8%) | 2.462 (62,4%) |
| Азијати           | 7 (0,2%)      | 9 (0,2%)      |
| Хиспаноамериканци | 30 (0,8%)     | 91 (2,3%)     |
| Укупно            | 3.630         | 3.944         |